# 杰罗布村
|  |

杰罗布村（藏语意为洁白的沙子）是西藏自治区山南市洛扎县拉郊乡的行政村，位于中不争议地区的白玉地区内，滨临吉格弄曲。杰罗布原本是拉郊乡的一处牧场，2016年，成立拉郊乡杰罗布行政村。杰罗布村距拉郊乡政府45.6公里车程，从拉郊乡到杰罗布村需翻越冷母公拉山等2座大山。杰罗布村平均海拔4100米以上，气候寒冷，多雨雪天气。全村面积580平方公里。2019年7月，全村共有10户23人。
2016年，经西藏自治区民政厅批准，拉郊乡杰罗布村在最初的放牧点成立，杰罗布村作为边境小康示范村建设，当年建起了通信基站等基础设施。12月，杰罗布村委会和民房主体基本完工，杰罗布村小型水电站建成投入运行并发电，村民用上了水电。
2017年，从拉郊乡到杰罗布村约46公里的四级砂石路全面开工。2018年，杰罗布边境小康示范村建成，群众全部搬入新居，拉杰公路也于入冬前竣工通车。2018年11月，杰罗布村牧民群众户均拥有牦牛近50头，人均年收入已超过1.6万元。
2022年2月，杰罗布村入选2021年西藏自治区生态文明建设示范村拟命名公示名单。